# Rajbari Sadar Upazila
Rajbari Sadar Upazila är ett underdistrikt i Bangladesh. Det ligger i den centrala delen av landet, 80 km väster om huvudstaden Dhaka.
Trakten runt Rajbari Sadar Upazila består till största delen av jordbruksmark. Runt Rajbari Sadar Upazila är det mycket tätbefolkat, med 1 313 invånare per kvadratkilometer.